# Polps
Els octòpodes (Octopoda) són un ordre de mol·luscs cefalòpodes coneguts popularment com a polps o pops. Habiten en diferents hàbitats dels oceans, essent especialment diversos en esculls coral·lins.

## Característiques

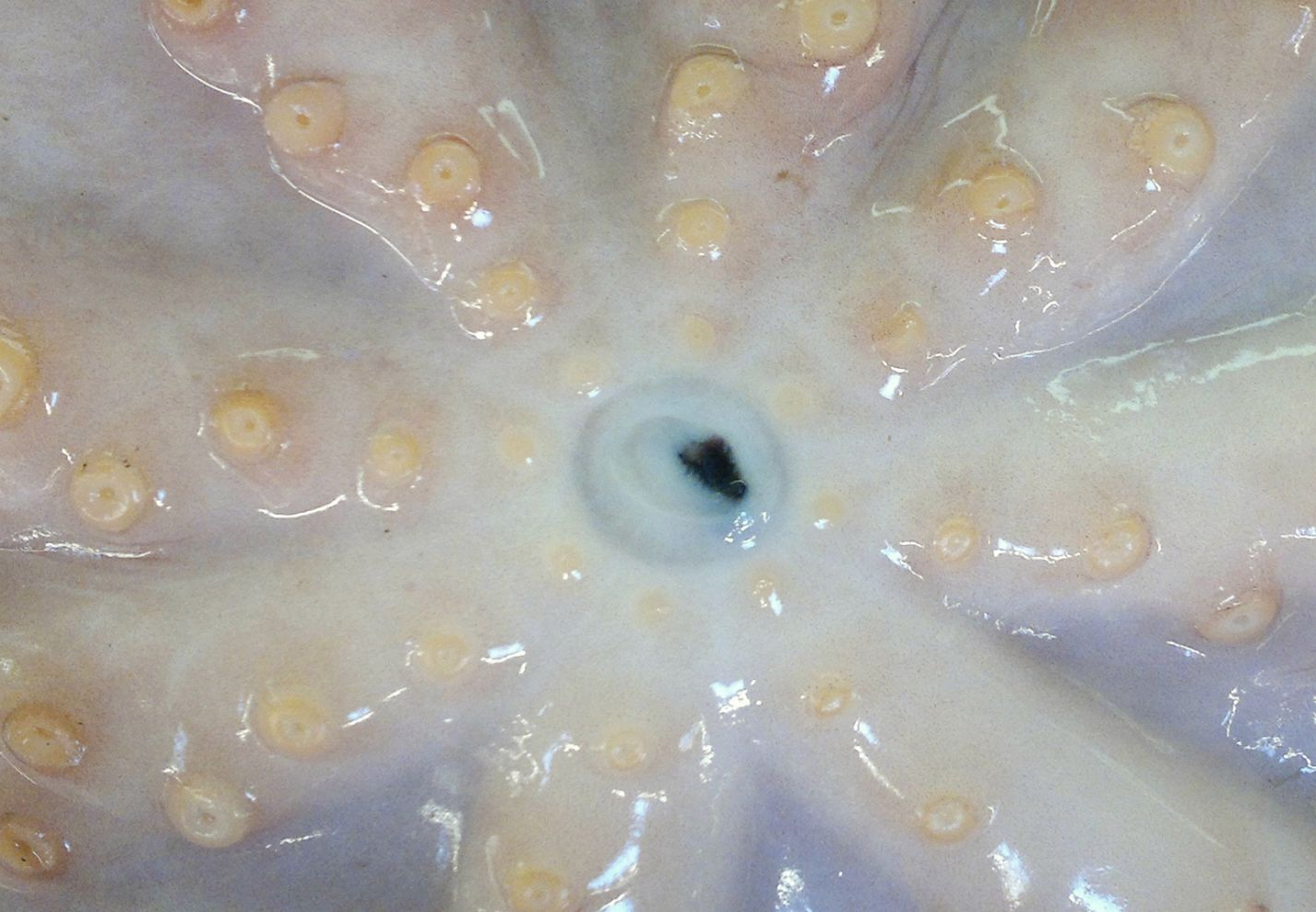
Boca de polp

Els polps es caracteritzen per tenir vuit apèndixs que cal anomenar braços i no tentacles. Els braços dels cefalòpodes tenen ventoses en tota la seva extensió mentre que els tentacles són més llargs i tenen ventoses només a la part final. Això es pot observar molt clarament en el calamars, que tenen vuit braços i dos tentacles.
A diferència de la majoria dels altres cefalòpodes, gairebé tots els pops no tenen esquelet. No tenen ni una conquilla exterior protectora com el nautilus, ni cap vestigi d'una conquilla interna com la sèpia o el calamar. El bec de la boca, similar al bec d'un lloro, és la seva part més dura. Tenen un cos molt flexible que els permet passar a través d'escletxes molt estretes entre roques submarines, la qual cosa és molt útil quan estan fugint de morenes o altres peixos depredadors. Els pops del subordre Cirrata, poc coneguts, tenen dues aletes i una conquilla interna; per això tenen menys capacitat de passar per espais petits.
Els pops tenen tres cors i com tots els mol·luscs, tenen brànquies. Dos cors bomben sang a través de cada una de les dues brànquies, mentre que el tercer bomba la sang a tot el cos. La sang dels pops conté l'hemocianina, proteïna rica en coure. El transport d'oxigen de l'hemocianina és un sistema menys eficaç que el de l'hemoglobina dels vertebrats, que usa el ferro. D'altra banda, l'hemocianina es dissol en el plasma en comptes de formar part dels glòbuls vermells i dona un color blau a la sang.

## Longevitat
Els pops tenen una vida relativament curta, i algunes espècies viuen uns sis mesos. Les espècies més grosses, com el pop gegant del nord del Pacífic (Enteroctopus dofleini), poden viure fins a cinc anys en circumstàncies adequades. Tanmateix, la reproducció és una causa de mortalitat: els mascles només poden viure durant uns quants mesos després d'aparellar-se, i les femelles moren poc després de la seva posta d'ous; deixen de menjar tot cuidant durant un mes dels seus ous.

## Intel·ligència

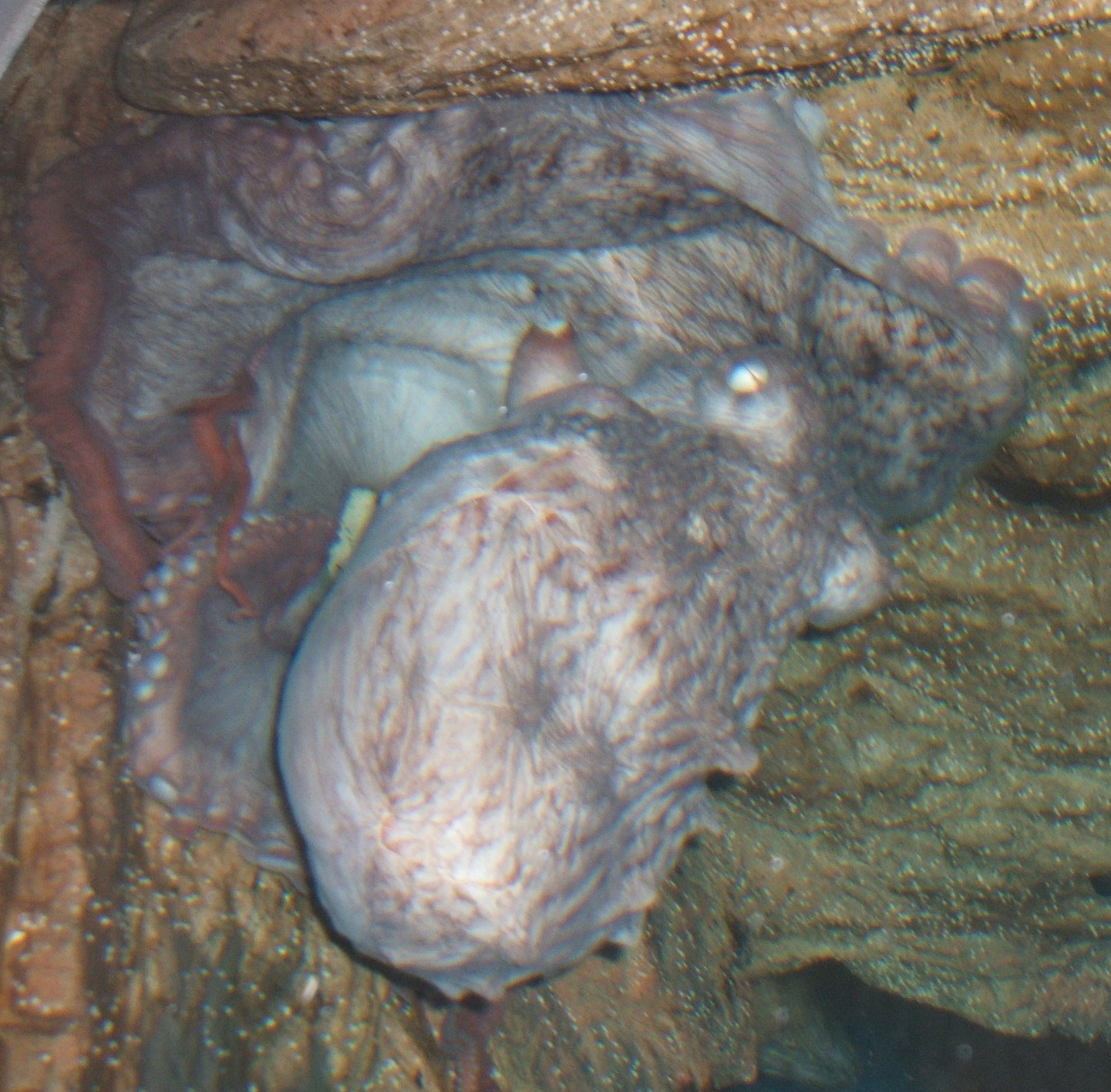
Pop gegant del Pacífic

Els pops són molt intel·ligents, més intel·ligents que qualsevol altre invertebrat. L'abast exacte de la seva capacitat d'aprenentatge és un tema de debat entre els especialistes (Hamilton, 1986; Stewart, 1997) però experiments amb solucions de problemes han mostrat que tenen memòria a curt i a llarg termini. Algunes característiques com la gran visió i la capacitat de manipulació d'objectes (es podria pensar que té la forma d'un cap amb un cos que és una mà) són característiques més pròpies dels vertebrats.
El pop té un sistema nerviós molt complex, amb un bon cervell. Els dos terços de les neurones d'un pop es troben en les fibres nervioses dels seus braços, que tenen força autonomia i amb una àmplia varietat d'actes reflexos. Alguns pops, com el pop imitador Thaumoctopus mimicus d'Indonèsia, mouen els braços imitant els moviments que observen en altres animals.
En experiments de laboratori, mostren que els pops poden distingir entre diferents formes i dibuixos. També han estat observats en el que s'ha descrit com un joc, deixant anar ampolles o joguines a un corrent circular dels seus aquaris per després tornar-les a agafar. Els pops sovint s'escapen dels seus aquaris i de vegades visiten els aquaris propers a la recerca de menjar, com crancs i llagostes. Fins i tot han pujat a barques de pesca per a fer els seus àpats. En alguns països els pops apareixen a la llista d'animals de laboratori en què la cirurgia no pot realitzar-se sense anestèsia. A la Gran Bretanya tenen alguns privilegis reservats a vertebrats i estan protegits per normes contra la crueltat animal.
Malgrat que el sistema nerviós dels pops és molt diferent del dels mamífers, s'ha demostrat que aquests cefalòpodes poden sentir dolor psicològic de manera similar als mamífers.

## Defensa

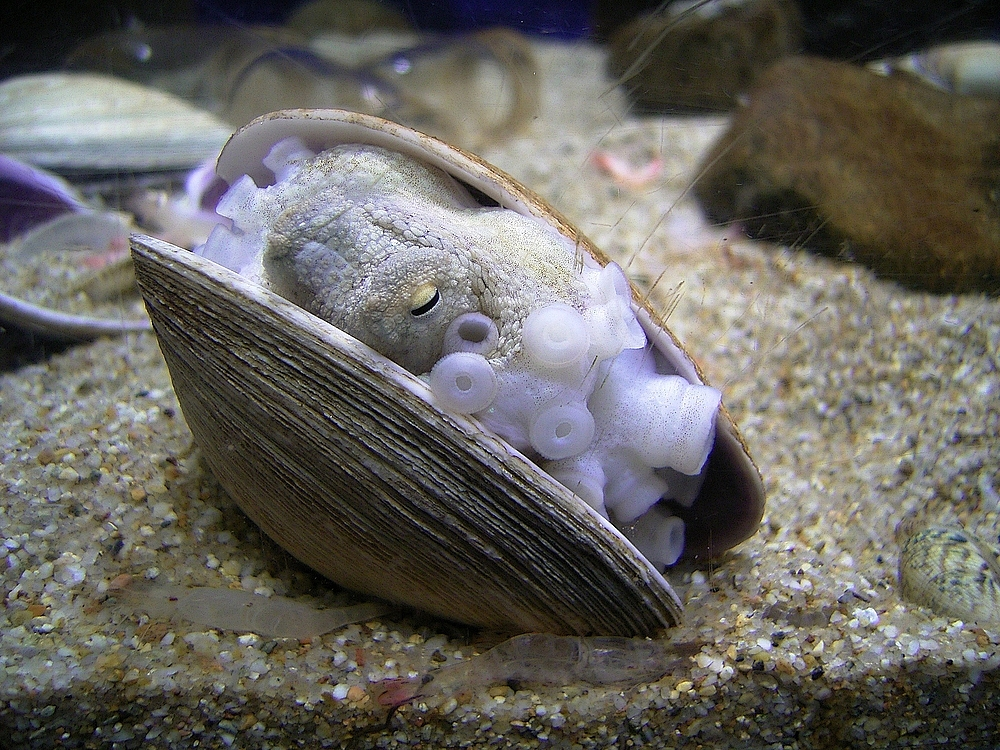
Octopus mototi amagant-se

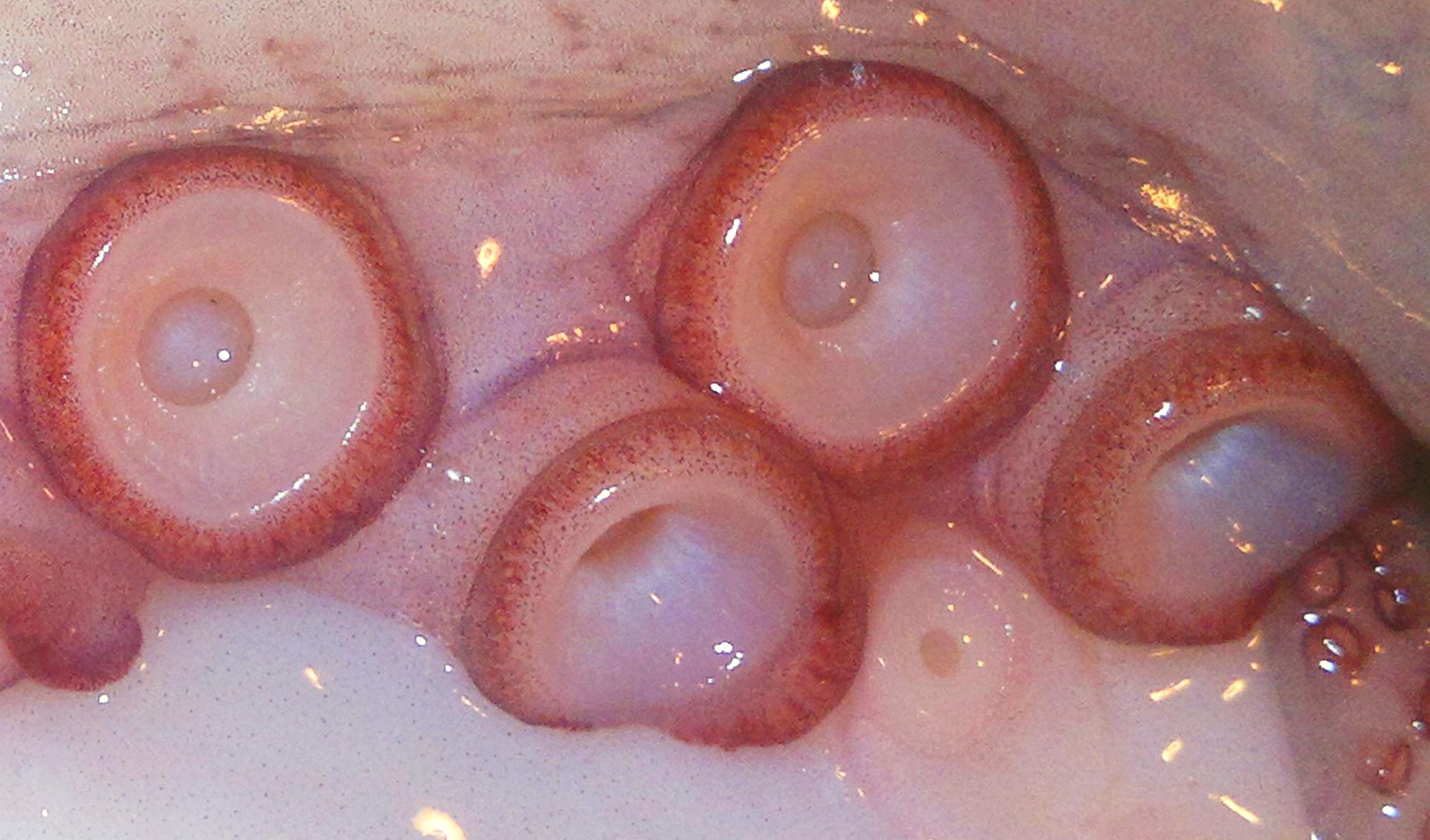
Ventoses de polp

Els pops tenen tres mecanismes defensius molt característics: 
- expulsió de tinta,
- camuflatge
- autotomia o capacitat de perdre membres del cos.

La majoria dels pops poden expulsar un núvol de tinta negra molt densa que els ajuda a escapar dels seus depredadors. El colorant principal de la tinta és la melanina, que és el mateix producte químic que dona color als cabells i a la pell dels humans. Aquest núvol de tinta també afecta l'olfacte, element especialment útil davant predadors com els taurons que per caçar es guien per l'olor.
Les cèl·lules especialitzades de la pell del pop són les responsables de la capacitat de camuflatge. Així, poden canviar el color, l'opacitat i els reflexos de l'epidermis. Els cromatòfors contenen pigments grocs, taronges, vermells, marrons o negres. La major part de les espècies tenen tres d'aquests colors, mentre altres en tenen dos o quatre. Unes altres cèl·lules que canvien el color són iridòfors reflexius, i leucòfors (color blanc). Aquesta capacitat per canviar de color també la utilitzen per comunicar-se o avisar els altres. El pop d'anells blaus (Hapalochlaena) que és molt verinós, quan és provocat canvia de color adquirint un groc brillant amb uns anells blaus molt peculiars.

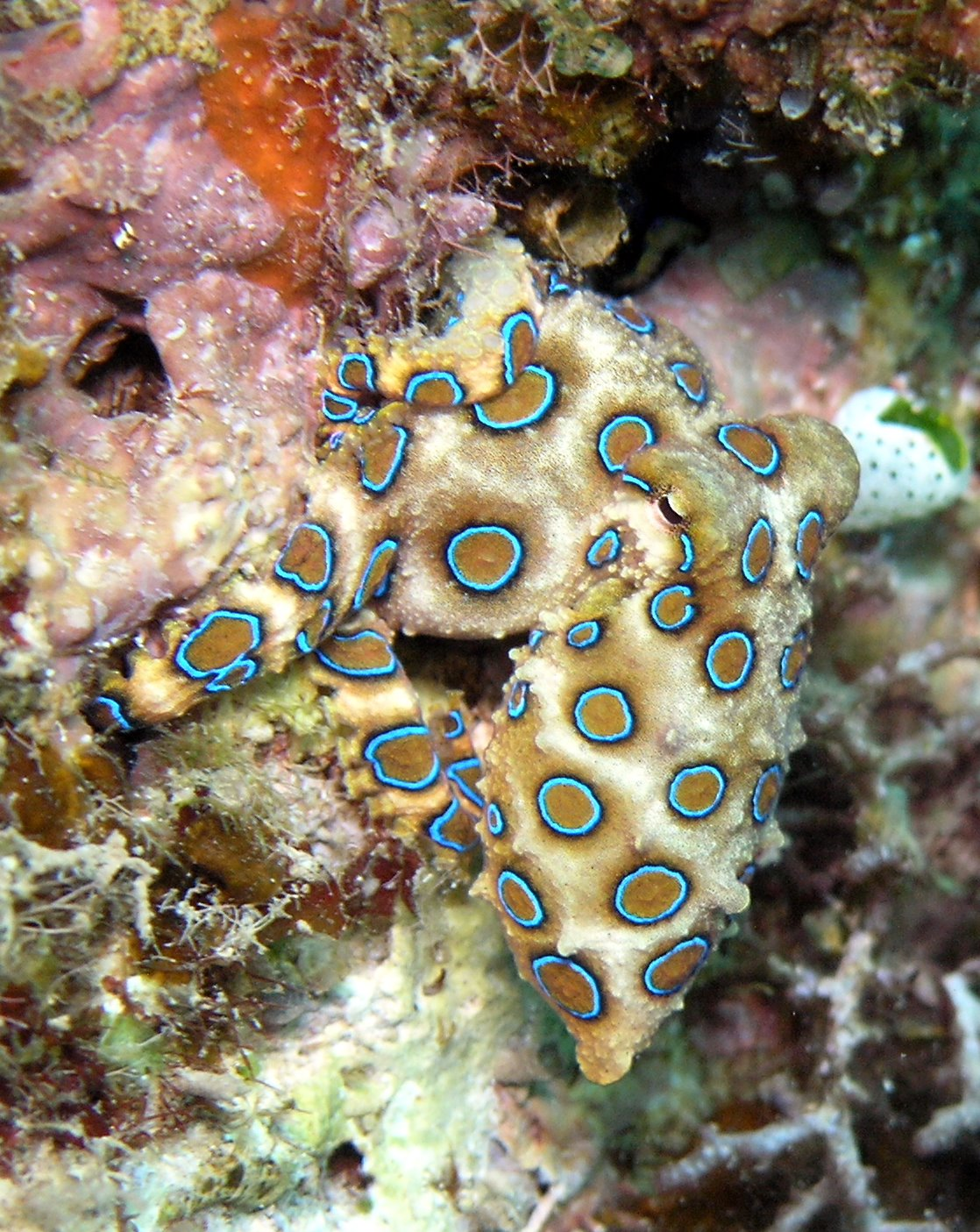
Hapalochlaena sp.

Quan són atacats alguns pops es poden desprendre dels seus propis membres, com ho fan, per exemple, les sargantanes que perden la cua per fugir. El tros de braç alliberat serveix per distreure l'enemic; aquesta habilitat també s'utilitza en l'aparellament.
Unes quantes espècies, com el pop imitador (Thaumoctopus mimicus), tenen un quart mecanisme de defensa. Poden combinar els seus cossos altament flexibles amb canvis de color transformant-se en un altre animal, com els més perillosos com el peix escorpí (família Scorpaenidae), serps de mar i anguiles. També s'ha observat que poden canviar la textura de la pell per aconseguir un camuflatge més gran, prenent l'aparença d'una alga punxeguda, o la textura irregular d'una roca.

## Reproducció
Quan es reprodueixen els mascles utilitzen un braç especialitzat anomenat hectocòtil que usa per introduir espermatòfors (paquets d'esperma) a la cavitat del mantell de la femella. L'hectocòtil, normalment el tercer braç de la dreta, es desprèn del mascle durant la còpula. Els mascles moren uns quants mesos després d'aparellar-se. En alguna espècie, la femella pot mantenir activa l'esperma en el seu interior durant setmanes fins que els seus ous siguin madurs. Un cop fertilitzats, pot arribar a pondre fins a 200.000 ous tot i que aquesta xifra varia molt.
La femella, segons l'espècie, penja els ous en cordes des del sostre del forat on es troba, o individualment els adjunta al substrat. Després de la posta es preocupa dels ous protegint-los de predadors i crea petits corrents d'aigua al seu voltant per oxigenar-los. Les larves del pop no surten fins al cap d'un mes i en tot aquest temps la femella no menja i finalment mor. Aquestes larves passen un període vivint en núvols de plàncton, on s'alimenten de copèpodes, larves de crancs i d'estrelles de mar. Quan ja estan preparats baixen al fons del mar, on més endavant repetiran el cicle reproductor. En algunes espècies que viuen a gran fondària, els joves no marxen. Cal tenir present que en el plàncton són molt vulnerables davant els atacs del molts animals que s'alimenten d'ell. La taxa de supervivència és molt baixa.

## Sentits

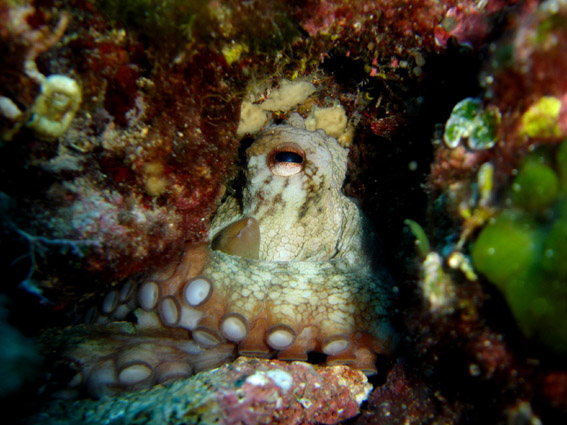
Ull dOctopus vulgaris

Els pops tenen una vista prodigiosa. Sorprenentment, no semblen distingir els colors, encara que poden distingir la polarització de llum. Connectats al cervell hi ha dos òrgans especials, els estatocists, que són un tipus d'òrgan de l'equilibri que donen al pop informació de la seva horitzontalitat. Una resposta autònoma manté els ulls de l'animal orientats de manera que l'escletxa de la nineta estigui sempre en posició horitzontal.
El pop també té un tacte excel·lent. Les seves ventoses tenen uns quimoreceptors que fan possible que pugui tastar el que toca. Els braços contenen receptors de tensió de manera que el pop sap si els seus membres s'allarguen. Tanmateix, el pop té un sentit propioceptiu molt pobre. Els receptors de tensió no són suficients perquè pugui determinar la posició del cos o dels braços. Sembla que el seu cervell no pot processar la gran quantitat d'informació que aquesta activitat requereix.

## Taxonomia
L'ordre Octopoda inclou 303 espècies en 14 famílies:
Subordre Cirrata
- Família Cirroctopodidae Collins & Villenueva, 2006
- Família Cirroteuthidae Keferstein, 1866
- Família Opisthoteuthidae Verrill, 1896
- Família Stauroteuthidae Grimpe, 1916

Subordre Incirrata
- Superfamília Argonautoidea Cantraine, 1841
  - Família Alloposidae Verrill, 1881
  - Família Argonautidae Cantraine, 1841
  - Família Ocythoidae Gray, 1849
  - Família Tremoctopodidae Tryon, 1879
- Superfamília Octopodoidea d'Orbigny, 1840
  - Família Amphitretidae Hoyle, 1886
  - Família Bathypolypodidae Robson, 1929
  - Família Eledonidae Rochebrune, 1884
  - Família Enteroctopodidae Strugnell et al., 2014
  - Família Megaleledonidae Taki, 1961
  - Família Octopodidae d'Orbigny, 1840

## El pop en la cultura pop
Diversos monstres marins estan inspirats en els pops, el més conegut dels quals és el kraken. Una variant japonesa és l'akkorokamu.
Dins del gènere del manga eròtic (hentai) figuren molts pops, ja que els seus nombrosos tentacles permeten tocaments massius.
Durant la Copa Mundial de Futbol de 2010 realitzada a Sud-àfrica, Alemanya tenia un "pop vident" que es va fer famós arreu del món perquè va encertar el guanyador de tots els partits realitzats per Alemanya. Totes les victòries i també les seves dues derrotes: contra Sèrbia per 1-0 i, la més recordada i famosa, contra Espanya en les semifinals per 1-0. Aquest gran pop es diu Paul.